# Winterspelt
Winterspelt là một đô thị ở huyện huyện Bitburg-Prüm, trong bang Rheinland-Pfalz, phía tây nước Đức. Winterspelt có diện tích 25,6 km2, dân số thời điểm ngày 31 tháng 12 năm 2006 là 822 người.